# Törvényen kívül (film, 2001)
A Törvényen kívül (eredeti címe: American Outlaws) 2001-ben bemutatott amerikai westernfilm, amelyet Les Mayfield rendezett. A forgatókönyvet Roderick Taylor és John Rogers készítették Jesse James élete alapján. A produkció főbb szerepeiben Colin Farrell, Scott Caan és Ali Larter. 2001. augusztus 14-én mutatták be az Egyesült Államokban. Magyarországon DVD-n volt elérhető 2003. március 3-tól.

## Cselekmény
A konföderációs gerillák az amerikai polgárháború végén megpróbálnak rajtaütni az uniós hadsereg egyik táborán. A gerillák csapdába esnek, de Frank James pontos lövészetének és öccse, Jesse figyelemelterelésének köszönhetően túlélik a támadást. Jamesék a Younger fivérekkel együtt visszatérnek Missouriba a családjukhoz. Otthon azonban újabb fenyegetés vár rájuk. A vasúttársaság fel akarja vásárolni a farmerek földjeit, aki pedig nem adja el, azt erővel kilakoltatják vagy megölik. 
Mikor Cole Youngert megkörnyékezik a vételi ajánlatokkal, a férfi elveszti a fejét, és megöl kettő vasutast. A hatóságok fel akarják akasztani, de Jesse-ék megakadályozzák. Jesse a mentésnél megsérül, és gyerekkori barátja, Zee ápolja. A felépülése után azonban megölik az édesanyját, ezért a James és Younger fivérek bosszút esküsznek. James-Younger bandának nevezik el magukat, és bankrablásra indulnak, majd igazi hősökké válnak az emberek szemében. A banda vezetőségéért azonban vita alakul ki a csapatban, ezért Jesse kénytelen engedni Cole-nak, hogy a következő rablást ő szervezze. A kiválasztott célpont azonban a vasúttársaság csapdája, amit az egyik Younger fivér, Jim nem él túl. 
A balul sült akció után a James fivérek kiszállnak a bandából, Jesse pedig feleségül veszi Zee-t. A vasúttársaság azonban megtalálja Jesse-t, és letartóztatja. A férfit egy vonaton szállítják börtönbe, ahol kiszabadítja magát. Zee és a banda többi tagja megállítja a vonatot, és megmentik Jesse-t. A vasúttársaság emberei végül hagyják elmenni a férfit, és javasolják, hogy menjen Tennessee-be.

## Szereplők
| Szerep               | Színész          | Magyar hangja                         | Magyar hangja                          |
| Szerep               | Színész          | 1. magyar változat (Mafilm Audio Kft) | 2. magyar változat (Universal Channel) |
| -------------------- | ---------------- | ------------------------------------- | -------------------------------------- |
| Jesse James          | Colin Farrell    | Kaszás Gergő                          | Dolmány Attila                         |
| Cole Younger         | Scott Caan       | Szirtes Balázs                        | Csőre Gábor                            |
| Zerelda "Zee" Mimms  | Ali Larter       | Zsigmond Tamara                       | Solecki Janka                          |
| Frank James          | Gabriel Macht    | Bozsó Péter                           | Barát Attila                           |
| Jim Younger          | Gregory Smith    | Molnár Levente                        | n.a                                    |
| Thaddeus Rains       | Harris Yulin     | Rajhona Ádám                          | Melis Gábor                            |
| James mama           | Kathy Bates      | Halász Aranka                         | Zsurzs Kati                            |
| Allan Pinkerton      | Timothy Dalton   | Csernák János                         | Végh Péter                             |
| Bob Younger          | Will McCormack   | Csőre Gábor                           | Zámbori Soma                           |
| Mimms doki, Zee apja | Ronny Cox        | Versényi László                       | Versényi László                        |
| Rollin H. Parker     | Terry O’Quinn    | Szersén Gyula                         | Karsai István                          |
| Comanche Tom         | Nathaniel Arcand | Schmied Zoltán                        | n.a                                    |
| Clell Miller         | Ty O'Neal        | Takátsy Péter                         | n.a                                    |
| Loni Packwood        | Joe Stevens      | Breyer Zoltán                         | Láng Balázs                            |
| Malcolm százados     | Barry Tubb       | n.a                                   | n.a                                    |

## Fogadtatás

### Kritikai visszhang
A filmet negatívan fogadta a filmkritika. A Rotten Tomatoeson 13%-os minősítést ért el 102 vélemény alapján, az összefoglaló szerint: „A giccses párbeszédekkel, revizionista történelemmel, anakronisztikus zenével és egy általánosan vonzó szereplőgárdával a Törvényen kívül Jesse James szanált, tinibopper verziója.” Stephen Hunter a Washington Posttól azt írta: „Annyira agyatlan, hogy csoda, hogy képes megtalálni a saját végét.” Rex Reed az Observertől azt írta: „Egy nagy ásítás, amely csak arra emlékeztet minket, hogy a westernfilmek miért vannak hat láb alatt, és miért nem valószínű, hogy visszatérnek.” Michael Atkinson a Village Voice-tól azt írta: „Erősen feltételezi a film a nézők tudatlanságát.”
A Metacritic 25 pontot adott a 100-ból 26 vélemény alapján. Kevin Thomas a Los Angeles Timestól azt írta: „Ez egy legenda szép és ügyes újramesélése, amely a western és a gengszterfilm konvencióit is ötletesen felhasználja, hogy egy energikus, mégis átgondolt kortárs akció-kalandfilmet hozzon létre.” Chris Kaltenbach a USA Todaytől azt írta: „Szomorú nap a filmkedvelők számára, amikor a legjobb dolog, amit egy westernről el lehet mondani, az az, hogy kellemes.” Rene Rodriguez a Miami Heraldtól azt írta: „A legendás bankrabló, Jesse James hőstetteinek leghülyébb, legnevetségesebb elbeszélése, ami valaha készült.”

### Bevételi adatok
A Box Office Mojo szerint a film 13 millió dolláros bevételt ért el, a költségvetésről nincs adat.